# フロレンティーノ・ルイス
フロレンティーノ・イブライン・モリス・ルイス（Florentino Ibrain Morris Luís, 1999年8月19日 - ）は、ポルトガル・リスボン出身のサッカー選手。SLベンフィカ所属。ポジションはMF。

## 経歴
リスボン出身で、2009年にレアルSCでサッカーを始めた。2010年からはSLベンフィカに所属し、2016年9月11日にリーガプロのアカデミコ・デ・ビゼウFC戦に出場し、プロデビューを果たした。
2019年2月1日に、トップチームに昇格し、2月10日のCDナシオナル戦でトップチームデビューを果たした。2月14日、UEFAヨーロッパリーグのガラタサライSK戦で欧州カップ戦初出場を果たした。3月17日、モレイレンセFC戦でリーグ戦初ゴールを挙げた。
2020年9月25日、ASモナコへレンタル移籍することが発表された。
2021年8月31日、ラ・リーガのヘタフェCFに1シーズンの契約でレンタル移籍することが決まった。

## 人物・エピソード
アンゴラにルーツを持っている。

## タイトル
SLベンフィカ
- プリメイラ・リーガ : 2018-19
- スーペルタッサ・カンディド・デ・オリベイラ : 2019

ポルトガル代表
- UEFA U-17欧州選手権 : 2016
- UEFA U-19欧州選手権 : 2018